# Pintér Jenő
Pintér Jenő, születési nevén Pintér Jenő Pál (Cegléd, 1881. január 25. – Budapest, 1940. november 7.) magyar irodalomtörténész, a Magyar Tudományos Akadémia levelező (1916), majd rendes (1928) tagja.
Beöthy Zsolt tanítványa, Császár Elemérrel együtt a hivatalos irodalomtudomány pozitivista képviselője a századelőn és a két világháború közt. Irodalomtörténetében az írók és költők összefoglaló életrajzának, s műveiknek részletes ismertetésére törekedett. Munkássága jelentős, a műveiben felhalmozott lexikális anyag ma is értékes. A szakmai közéletben is fontos szerepet töltött be. Fő műve a 8 kötetes A magyar irodalom története: tudományos rendszerezés (1930–1941), amely máig az egyik legnagyobb, egyszerzős magyar nyelvű munka.

## Életpályája

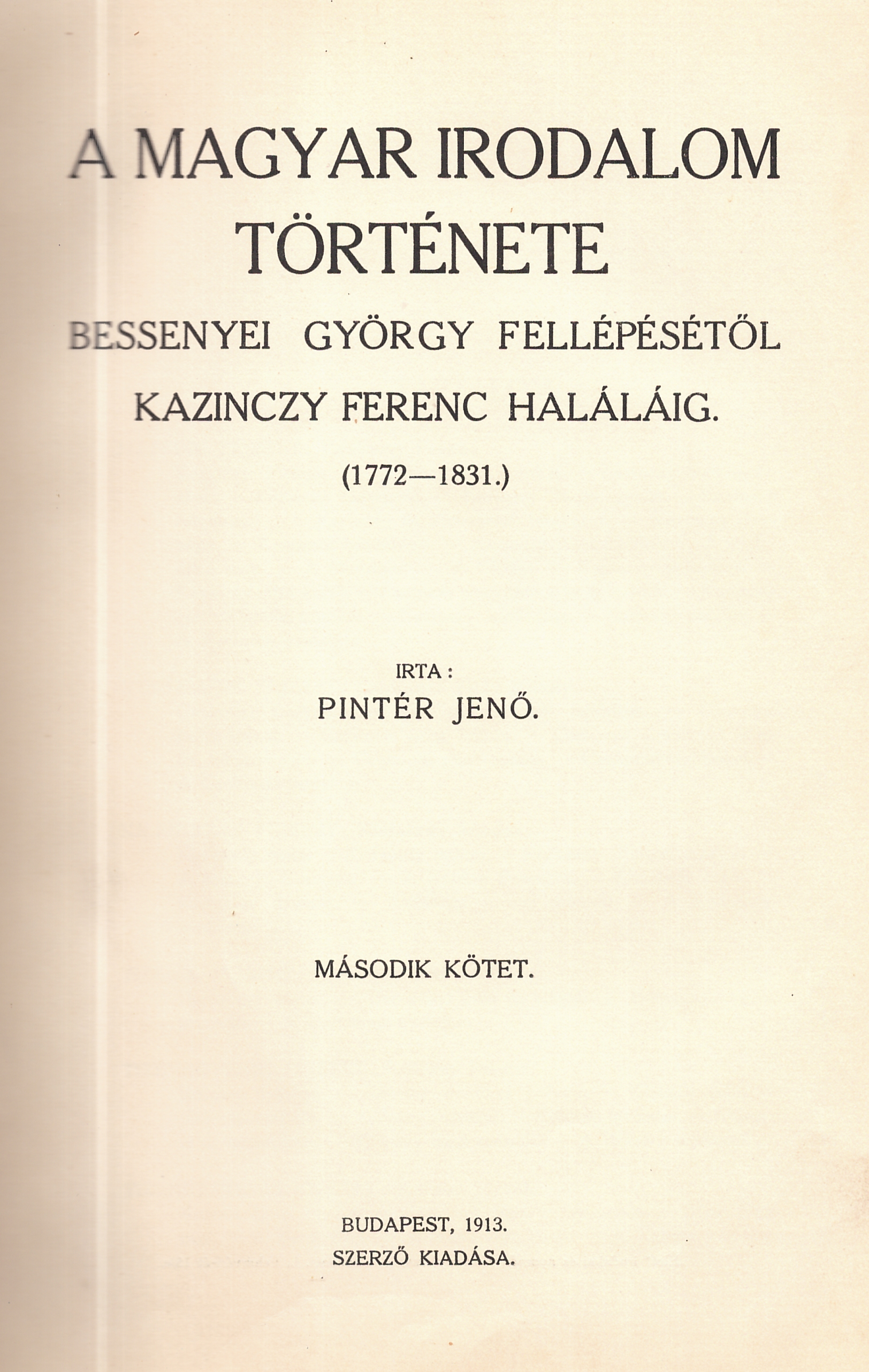
A magyar irodalom története Bessenyei György fellépésétől Kazinczy Ferenc haláláig (1913)

Középiskolai tanulmányait Budapesten és Lőcsén végezte. A budapesti tudományegyetemen szerzett tanári és bölcsészoklevelet 1903-ban. 1905-től kapott tanári állást a jászberényi gimnáziumban. Tudós tanár típus volt, követte az irodalomtörténet eredményeit, már 1908-ban írt egy magyar irodalomtörténetet, amelyért az MTA Semsey-díjjal jutalmazta. 1910-ben sikerült Budapesten tanári állást kapnia. 1911-ben megalapította Baros Gyulával és Horváth Jánossal a Magyar Irodalomtörténeti Társaságot. 1912-ben útjára indították az Irodalomtörténet című szakfolyóiratot is, melyet 1933-ig szerkesztett. Közben az első világháború alatt teljesített katonai szolgálat (1914-1916) jelentett átmeneti kényszerszünetet. Az Irodalomtörténet című folyóirat szélsőségesen konzervatív szemlélettel tárgyalta a kortárs szépirodalmat. 1916-ban levelező tagjainak sorába választotta az MTA, a Szent István Akadémia pedig rendes tagjául választotta. 1919-ben kinevezték a budapesti tankerület főigazgatójának.
Az Országos Középiskolai Tanáregyesület 1920-ban tiszteletbeli tagjául választotta. A Magyar Pedagógiai Társaság 1921-től alelnökké, 1938-tól elnökké választotta. 1923-tól tagja lett a Kisfaludy Társaságnak és a Petőfi Társaságnak. Tagja volt a lengyel–magyar kapcsolatok ápolását célul tűző Magyar Mickiewicz Társaságnak is. 1928-ban az MTA rendes tagjának választotta. Gyakran írt és mondott beszédet az MTA elhunyt levelező vagy rendes tagjai emlékezetére, Pintér Jenő búcsúztatta pl. Szinnyei Józsefet. 1933-ban a Magyar Irodalomtörténeti Társaság elnökévé választották, ezt a pozíciót haláláig töltötte be. 1935-től oktatott a szegedi egyetemen mint rendkívüli tanár.
Sírja a Fiumei úti sírkertben található (34-1-62), és 2001-től védett.

## Magánélete
Első házastársa Reiner Vilma volt, akitől elvált. Második felesége Battlay Borbála volt, akivel 1921. december 15-én Budapesten kötött házasságot. Felesége túlélte, és ő rendezte sajtó alá a rendszeres irodalomtörténet VIII. kötetének újabb kiadását 1943-ban.

## Művei
Jelentősebb művei:

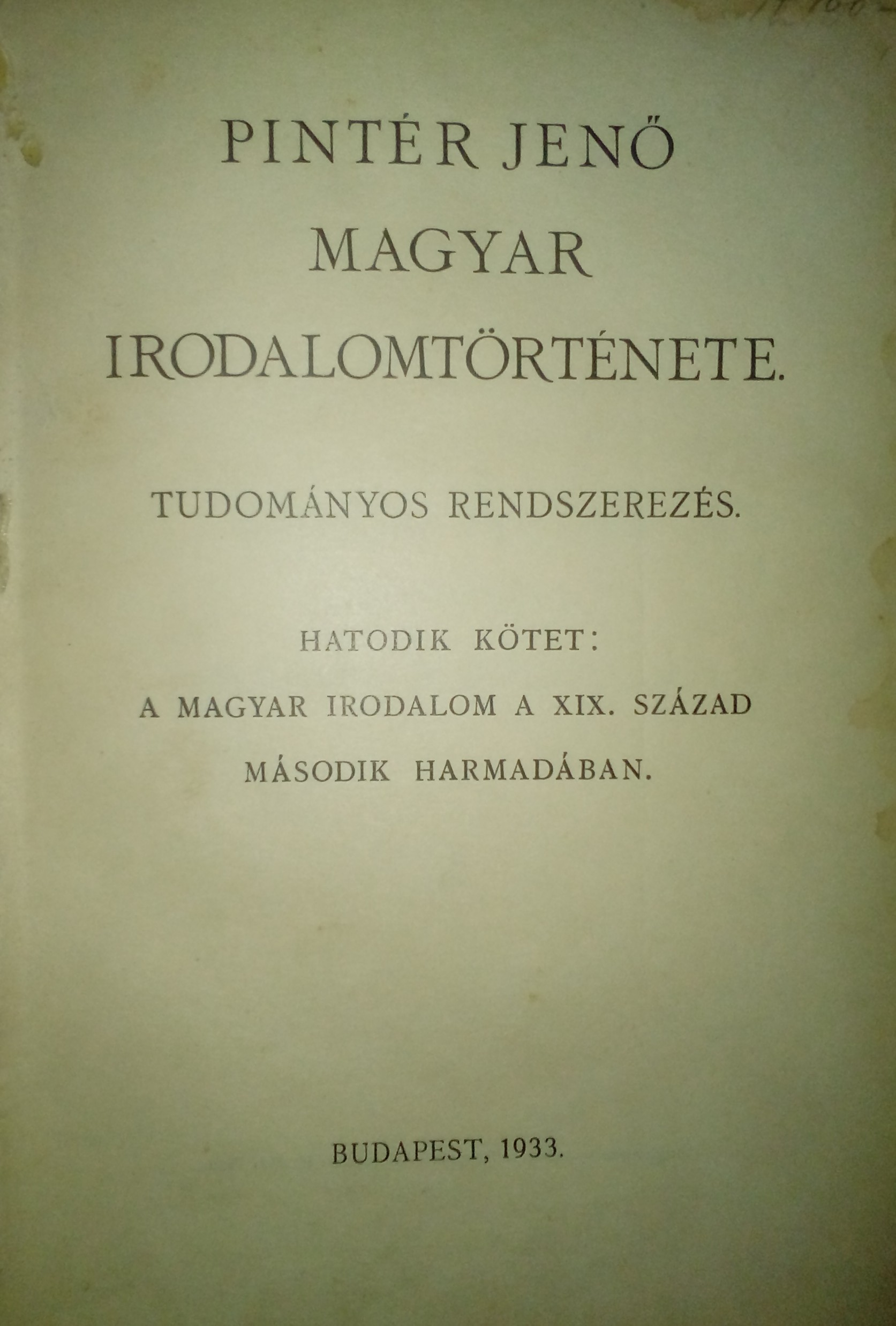
A magyar irodalom története: tudományos rendszerezés VI. kötet (1933)

- A magyar irodalom története a legrégibb időktől Bessenyei György fellépéséig. A Magyar Tudományos Akadémia által a Semsey-pályadíjjal jutalmazott mű. I–II. kötet. Budapest, 1909
- A magyar irodalom története 1900-ig. Budapest, 1913. (Simonyi Zsigmonddal, Kardos Alberttel, Endrődi Sándorral és Ferenczi Zoltánnal közösen írt mű, A Műveltség Könyvtára-sorozat)
- A magyar irodalom története Bessenyei György fellépésétől Kazinczy Ferenc haláláig. (1772–1831) I–II. kötet. Budapest, 1913
- Pintér Jenő magyar irodalomtörténete – képes kiadás. I–II. kötet. Budapest, 1928
- A magyar irodalom története: tudományos rendszerezés I–VIII. kötet. A Magyar Irodalomtörténeti Társaság Kiadása, Budapest, 1930–1941. → elektronikus elérhetőség Archiválva 2023. augusztus 4-i dátummal a Wayback Machine-ben

## Díjak, elismerések (válogatás)
- Petőfi Társaság nagydíja (1924)
- MTA nagyjutalom (1932)[11]
- Székesfőváros Kazinczy-érme (1934)